# 蕭儀
蕭儀（1384～1423），字德容，庵號蘖庵，乐安人，明朝政治人物、进士出身。

## 生平
永乐十三年乙未进士，偶然奏牍失详，被貶到交趾，行到太平府，蒙明成祖赦免，後擢至户部文选司主事，任官一年餘，成祖下詔求問宮殿被雷擊焚毀一事，因此上疏批評永樂遷都是背棄明太祖。德容应诏曰：‘处夷狄，息营造，苏民困，远小人。’"岂不以燕为金元故都，非中原之都乎？岂不以金祚仅百年，元祚不盈百年，非宜都乎？"有制止他的人，德容毅然曰：‘食君之禄，当输忠殉国，若避害为身图，非君子也。成祖大怒，說：‘北平之迁，吾与大臣密计，数月而后行'，背棄不殺上疏者之承諾，而將之收獄，逮入北鎮撫司。王世貞《弇州史料后集》卷31、《明通鑑》說同年九月凌遲死，与黄淮同为狱友三年，唱和诗作十多首，见黃淮《省愆集》中，陈良《萧仪墓志铭》說永乐二十一年癸卯（1423）七月十九日病死金台狱中，年四十。其侄殓骸回鄉，葬乐安山湾。
由其子萧超編輯其遺作，有《袜线集》二十卷，《南行记咏》四卷，正统六年辛酉（1441年）夏，萧超自乐安跋涉远来永嘉南柳寿徵庵，请求黄淮为其父亲撰墓表，由黄采书篆墓志铭，黄淮著于《归田稿》中。